# 冠州

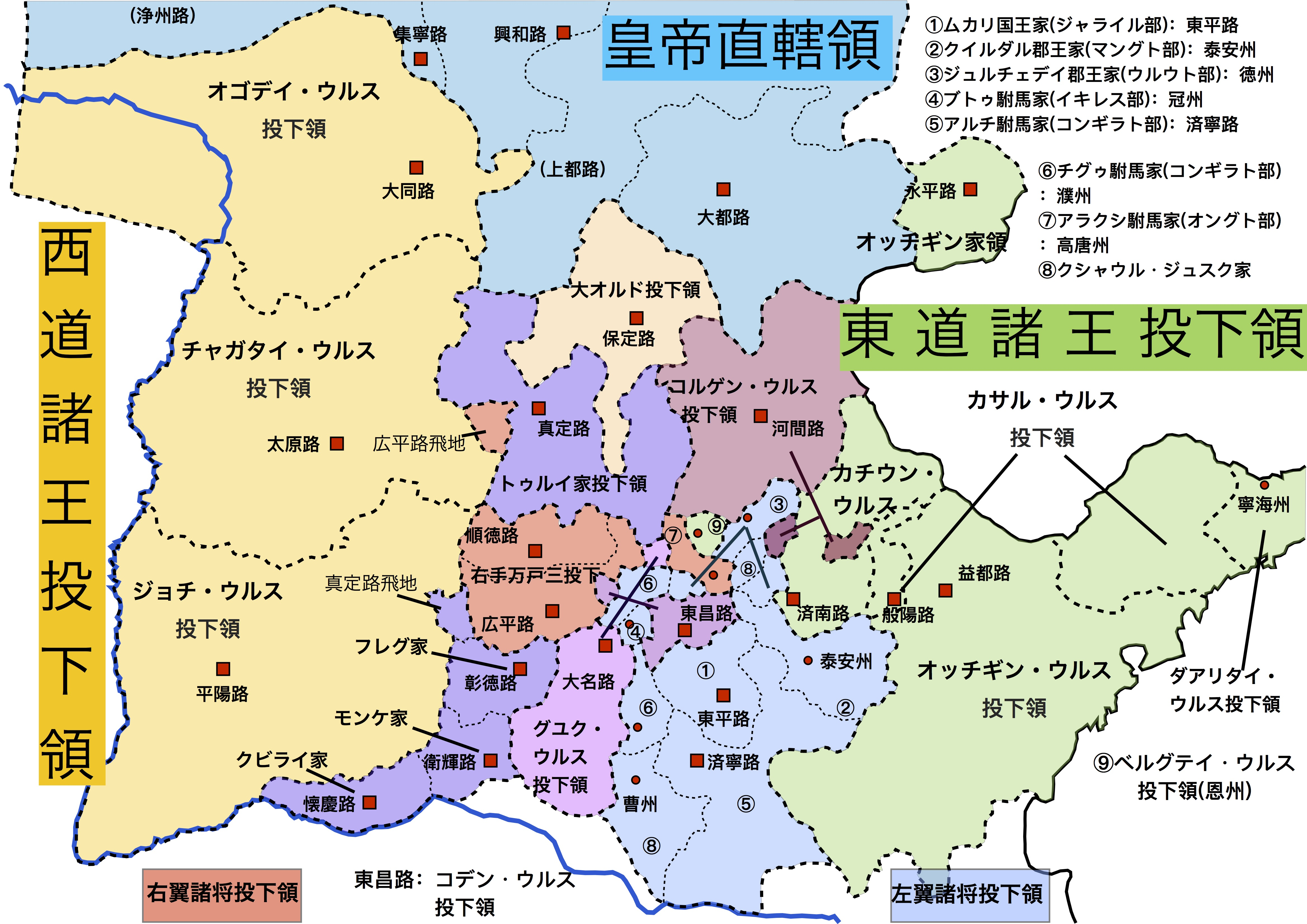
モンゴル時代の華北投下領。冠州はほぼ中央に位置する。

冠州（かんしゅう）は、中国にかつて存在した州。現在の山東省聊城市冠県一帯に設置された。
モンゴル帝国および大元ウルスの時代にのみ設置され、イキレス部ブトゥ駙馬家の投下領とされた。

## 歴史
隋代の冠氏県を前身とする。チンギス・カンによる最初の金朝遠征の際、当時のイキレス部族長ブトゥ・キュレゲンは左翼軍の長たる国王ムカリの指揮下で遼西地方攻略に活躍し、この時の功績によって華北の冠州・遼東の懿州の2州を与えられた。
1236年、オゴデイは華北の諸路を諸王・勲臣に分配した（丙申年分撥）が、この時冠州を含む東平路一帯は「十投下（ジャライル部の国王ムカリ家当主と郡王タイスン家当主、コンギラト部のアルチ家当主とチグゥ家当主、マングト部当主、ウルウト部当主、イキレス部当主、オングト部当主、クシャウルとジュスク兄弟の総称）」の投下領として分配され、この時のイキレス部当主にはチンギス・カン時代の領地を追認する形で冠州が投下領として分撥された。なお、イキレス部当主は代々チンギス・カン家の女性（後に「昌国公主」と総称される）を娶っており、イキレス部ブトゥ家の投下領は『元史』において「昌国公主位」と記載されている。
1269年（至元6年）には東平路から分離して、中書省（腹裏）に直属する州とされた。同時期にはジュルチェデイ郡王家の徳州、マングト郡王家の泰安州、チグゥ駙馬家の濮州、アラクシ駙馬家の高唐州、クシャウル/ジュスク家の曹州も同様の措置を受けて中書省直属の州となっているが、これは投下領を「路」に準じる「州」として扱う、建国の功臣を始祖とする有力貴族への特別措置であった。
朱元璋による明朝の建国後、建国の功臣への特別措置という理由を失った冠州は冠県に格下げとなり、以後冠州が設置されることはなかった。